# به من دروغ بگو (ترانه میکلاس جوزف)
«به من دروغ بگو» تک‌آهنگی از هنرمند اهل جمهوری چک میکلاس جوزف است که در سال ۲۰۱۷ میلادی منتشر شد و نماینده جمهوری چک‌ در مسابقه آواز یوروویژن ۲۰۱۸‌ است.